# Исмаел, Хироси
Хироси Исмаел (англ. Hiroshi Ismael или Hirosi Ismael; 1936 — 31 июля 2008) — политический деятель Федеративных Штатов Микронезии, третий вице-президент Федеративных Штатов Микронезии с 1987 по 1991 год.
Хироси Исмаел скончался 31 июля 2008 года в своем доме в Косраэ.